# Gewoon Mooier
Gewoon Mooier is een Nederlands televisieprogramma dat uitgezonden wordt op RTL 4. De eerste 3 seizoenen (2006-2009) werden gepresenteerd door Corine Boon. Vanaf seizoen 4 (2010) is Vivian Slingerland presentatrice van dit programma.
In het programma bezoekt de presentatrice elke week een kandidaat die een cosmetische ingreep wil ondergaan, maar dat nog niet heeft durven doen. Ook spreken elke week bekende Nederlanders over hun eigen cosmetische behandelingen. Gewoon Mooier is een middagmagazine dat in het weekend wordt uitgezonden.